# 野本武一
野本 武一（のもと たけいち、1912年3月17日 - 1974年6月27日）は埼玉県出身の部落解放運動家。部落解放同盟中央執行委員、総理府同和対策審議会専門委員などを歴任した。

## 略歴
私生児として埼玉県北足立郡桶川町大字町谷616番地に生まれる。両親はいとこ婚であった。
1922年、桶川小学校在学中から埼玉県水平社に参加。1927年、神田電気学校（現・東京電機大学）中退。1930年、桶川町に全国水平社桶川町支部を結成。1936年、全国水平社埼玉県連合会書記長に就任。1938年、人民戦線事件で逮捕。同年、部落出身を隠したまま栃木県出身の一般民の女性と結婚。
戦後、1946年、部落解放全国委員会結成に参加。1947年、埼玉県議会議員（日本社会党）に当選。このころ、夫を交通事故で亡くした未亡人と知り合い、弔慰金や生活保護の口利きをしたことがきっかけで、この女性と不倫関係になる。
1950年、日本社会党から除名処分を受ける。
1953年、部落解放委員会埼玉県連合会書記長に就任。1955年、部落解放同盟埼玉県連合会書記長。1955年、部落解放同盟常任中央委員。1958年、部落解放同盟の支部を確立するために関東や東北の被差別部落をオルグ。1960年、内閣同和対策審議会専門委員。1961年、部落解放委員会埼玉県連合会執行委員長。1966年、内閣同和対策協議会専門委員。1971年、埼玉県部落解放企業連合会初代理事長。1972年、部落解放同盟中央執行委員。
長女は植木徹誠夫妻の仲人で井元麟之の甥と結婚。武一の没後、長男の野本勝彦が後を継いだ。